# Филипповское сельское поселение (Кировская область)
Филипповское сельское поселение — муниципальное образование в составе Кирово-Чепецкого район Кировской области России.
Административный центр — село Филиппово.

## История
Филипповское сельское поселение образовано 1 января 2006 года согласно Закону Кировской области от 07.12.2004 № 284-ЗО.

## Население
| 2010  | 2012  | 2013  | 2014  | 2015  | 2016  | 2017  |
| ----- | ----- | ----- | ----- | ----- | ----- | ----- |
| 1301  | ↗1384 | ↗1386 | ↘1368 | ↘1331 | ↗1334 | ↘1302 |
| 2018  | 2019  | 2020  | 2021  |       |       |       |
| ↘1264 | ↘1261 | ↘1236 | ↘1000 |       |       |       |

## Состав
В состав поселение входят 12 населённых пунктов (население, 2010):
| - село Филиппово — 999 чел.; - деревня Бегичи — 84 чел.; - деревня Вяткино — 4 чел.; - деревня Голодаево — 6 чел.; - деревня Дудино — 35 чел.; - деревня Казаринцы — 13 чел.; | - деревня Коногоры — 0 чел.; - деревня Крыловцы — 58 чел.; - деревня Пантюхино — 2 чел.; - деревня Пустая — 2 чел.; - деревня Свиногор — 0 чел.; - деревня Широковцы — 98 чел. |